# 17045 Markert
17045 Markert è un asteroide della fascia principale. Scoperto nel 1999, presenta un'orbita caratterizzata da un semiasse maggiore pari a 2,4311806 UA e da un'eccentricità di 0,2508082, inclinata di 14,00370° rispetto all'eclittica.